# 創世機士ガイアース
『創世機士ガイアース』（ジェネシスサバイバーガイアース）は、AICとアートミックが1992年に制作したOVA。全3話。

## 概要
本作は、大戦争“ビッグウォー”によって文明が滅んだ後、殺人ロボットが徘徊するようになった世界を描いている。
日本でVHS版やLD版が発売された後、北米でAnimEigoが1993年にライセンスを取得し、VHS版やLD版を発売した。
2004年11月25日には、ジェネオン・ユニバーサル・エンターテイメントジャパンよりDVD-BOXが発売された。

## 登場人物
イタル・デル・ラバード（ITAL DE LABARD）
声 - 中村大樹
主人公。子供のころからランディスという戦闘用アンドロイドに育てられた男。
ザクソン（ZAXON）
声 - 大塚明夫
Ai搭載の意志を持つロボット兵。共和軍のランドベース内で100年の眠りからイタルに修理されて目覚めたウォーロイドで、イタルの旅に同行する。
サハリ（SAHARI）
声 - 日髙のり子
イタルに救われた女の子。ザクソンと共にイタルの旅に同行した。
フェイク
声：三木真一郎（第一話）→安原義人（第二話、第三話）
サハリの知り合いのジャンクハンター。イタル達の旅について来る。
ウォーロック（WARLOCK）
声 - 田中信夫
「バンゴール」という街を守るウォーロイド。名前は個体名ではなく機種名。ビーストマスターによるハッキングで制御していた都市ネットワークから過剰なエネルギーを暴走させられ大破。ザクソンにその失った記憶を授け、息絶えた。
ビースト（BEAST）
世界をうろつく殺人ロボット。もともとはコントロールされていたが、その統制も失われてしまった。
ビーストマスター
声：納谷六朗
バンゴールを襲った存在で、ウォーロックを倒すも、イタルらに討ち取られた。
ジェネラル
声：関俊彦
ビーストマスターを操っていた黒幕で、大戦を起こした張本人。ビーストマスターが倒された後、最終兵器である巨大移動要塞ジークフリートを操りイタルの前に立ちはだかる。
ランディス
声：嶋俊介
大戦の生き延びた戦闘用アンドロイドで、大戦終結後はイタルを育てていたが、ビーストによって殺害された。
サクヤ
声：兵藤まこ
町の地下でビースト達に守られて眠っていた、エルフの少女。ジェネラルによってジークフリートに制御装置として組み込まれるも、ザクソンを修復したのちに自身を犠牲にして兵器を破壊した。
ハルディン
声：北村弘一
バンゴールIII世
声：八木光生
バルバロッサ
声：中田浩二
ザクソンの戦友だが、ジェネラルの部下としてイタル一行の前に立ちはだかった。
ゾニアック
声:川久保潔
大戦の記憶を持つ人物。
アヤトラ
声：吉田理保子
交易船ワースパイトの主であるエルフの女性。ビーストらに襲われていたところをイタル一行に救われた。

## スタッフ
- 原案 - 荒牧伸志
- 脚本 - 有井絵夢、荒牧伸志
- 監督 - 北爪宏幸（第一話）、荒牧伸志（第一話）、大関雅幸（第二話）、大庭秀昭（第三話）
- キャラクターデザイン - 北爪宏幸
- プロダクションデザイン - 荒牧伸志、越智博之、夢野れい（第一話）、橋野一顕（第二話、第三話）
- ゲストメカデザイン - 福地仁（第三話）
- 作画監督 - 奥田淳（第一話）、反田誠二（第一話）、別所誠人（第二話、第三話）、さとうけいいち（第三話）、井上栄作（第三話）、所智一（第三話）
- メカ作画監督 - 越智博之（第一話）、桑原周枝（第二話）
- 美術監督 - 西川増水（第一話）、丸森俊昭（第二話）、荒井和浩（第三話）
- 撮影監督 - 小西一廣
- 音響監督 - 松岡裕紀
- 音楽 - あしざわかずのり、中沢武仁
- アニメーション制作 - AIC（第一話～第三話）、ビッグバン（第二話）、九魔（第三話）
- 制作 - アートミック
- 製作・著作 - 東芝EMI

## 主題歌
「創世紀〜ZEROをさまよう旅人へ〜」（第一話、第三話）
作詞 - 甲斐ケンジ、作曲 - あしざわかずのり、編曲 - 籠島裕昌、歌 - 浅井優（東芝EMI）
「熱砂〜Stay close tonight〜」（第二話）
作詞 - 甲斐ケンジ、作曲 - あしざわかずのり、編曲 - 川瀬智、歌 - 中村大樹